# Mariniano
Públio Licínio Egnácio Mariniano (em latim: Publius Licínius Egnatius Marinianus) foi um nobre romano do século III, sobrinho ou terceiro e mais novo filho do imperador Galiano (r. 253–268) e sua esposa, a imperatriz Cornélia Salonina. Os autores da PLRE sugerem que fosse descendente de Egnácio Vitor Mariniano e que era parente de Mariniana, esposa de Valeriano (r. 253–260).
Sua primeira menção nas fontes ocorre em 268, quando foi nomeado por Galiano como cônsul posterior com o oficial Paterno. Ele reteria essa posição por pouco tempo, contudo, pois seria uma das vítimas do expurgo deflagado após o assassinato de Galiano por tropas rebeldes nas imediações de Mediolano (atual Milão).